# Ascensão e Queda do Terceiro Reich

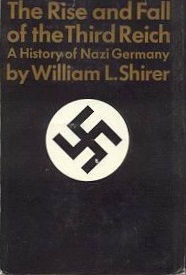
Capa do livro

A Ascensão e Queda do Terceiro Reich do jornalista e escritor norte-americano William L. Shirer é uma obra literária em seis volumes que relata a história da Alemanha nazista. É considerada uma das melhores e mais importantes obras sobre este assunto. Shirer, um repórter da Rádio CBS, esteve na Alemanha durante muitos anos até dezembro de 1940, quando a crescente censura das suas emissões pelos Nazistas tornaram o seu trabalho impraticável. Este livro publicado originalmente pela primeira vez em 1960 pela Editora Simon & Schuster, Inc, retrata de maneira incisiva os acontecimentos históricos na Alemanha Nazista. Foi editado em português pela Editora Civilização Brasileira e mais recentemente, pela editora AGIR, também do Brasil.